# Tennisclub Elzenhagen
Tennisclub Elzenhagen is een van de drie tennisverenigingen in Amsterdam-Noord.
Sinds 2011 is de club gevestigd op het sportterrein in het W.H. Vliegenbos. De vereniging heeft in 2024 ongeveer 1400 leden, en beschikt over 11 verlichte roodzand kunstgrasbanen, een mini-baan en een blaashal. 
De vereniging ontstond op 5 april 1991 door het daarin opgaan van de tennisverenigingen L.T.C. Amteno en T.V. Noorderlicht. Beide clubs waren gevestigd op Sportpark Elzenhagen, in het deel dat toen zou wijken voor aanleg van woonwijk Elzenhagen. 